# ウシハル
『ウシハル』は、ゴトウユキコによる日本の漫画。中学生男子の清晴とセクシーな牛ガール、仔牛のウシハルの日常を中心に描かれている。『月刊!スピリッツ』（小学館）2010年1月号より連載開始、同年8号をもって連載を『ビッグコミックスピリッツ』（小学館）に移籍し、同誌2010年31号より2011年52号にかけて連載された。

## あらすじ
家が牧場である中学生の清晴は、仔牛のウシハルが、親戚の家に預けられてから帰ってきて以来、どういうわけかセクシーなグラビアアイドルのような女性の姿に見えていた。

## 主な登場人物
ウシハル
清晴の家の牧場で飼われているメスの仔牛。
親戚の家から帰ってきて以来、清晴には豊満な女性の姿に見える。性に興味を持った童貞にしかそのように見ることはできない。
清晴に懐いている。
さすがに言葉は喋らず、普通の牛と同じように鳴く。しかし、ときには漢字を書いたり魚釣りをしたりと、人間のような振る舞いをすることもある。
森山 清晴（もりやま きよはる）
森山牧場の息子で普通の中学生だが、童貞のためウシハルがセクシーな人間の女性のように見える。
思春期の少年らしく、性的な事柄には敏感。
そのために、乳搾りなどの牧場では当たり前な事であっても、相手がウシハルだとあらぬ光景に見えてしまう。
田渕 久（たぶち ひさし）
清晴の同級生。清晴と同じくウシハルが人間に見える。ウシハルを見て恋をしてしまい、「ウシハルさん」と呼ぶ。
服部 健太郎（はっとり けんたろう）
清晴の同級生。清晴と同じくウシハルが人間に見える。女子生徒が選ぶキモイ男子1位。
向井 次郎（むかい じろう）
清晴の同級生。清晴達とは違い、ウシハルの写真を見ても普通の牛にしか見えない。
吉野（よしの）
神社の娘で巫女。牛女を悪い妖怪と思い込み、ウシハルを退治しようとする。
スズキ
清晴が拾ってきたメスの猫。最初は普通の猫だったが、とあることがきっかけでウシハルと同じように女性の姿（猫ガール）に見えるようになる。清晴を独り占めするため、ウシハルを追い出そうとする。

## 単行本
- ゴトウユキコ 『ウシハル』 小学館〈ビッグコミックススペシャル〉

1. 2010年9月30日発売[1]、ISBN 978-4-09-183479-9
2. 2011年1月28日発売[2]、ISBN 978-4-09-183732-5
3. 2011年6月30日発売[3]、ISBN 978-4-09-183880-3
4. 2011年10月28日発売[4]、ISBN 978-4-09-184213-8
5. 2012年1月30日発売[5]、ISBN 978-4-09-184330-2